# Список самых высоких людей
Список самых высоких людей — перечень людей, чей высокий рост подтверждён Книгой рекордов Гиннеса или другими надежными источниками.
В список самых высоких людей включены люди, достигшие роста не менее 250 сантиметров. Рост выше среднего может быть вызван генетическими особенностями, операцией на головном мозге или другими факторами. С медицинской точки зрения рост 235 сантиметров называют гигантским.
В истории известны сообщения и о более высоких людях, но большинство таких заявлений непроверены или оказались ошибочными. Тем не менее библейский рассказ о филистимлянском гиганте Голиафе, рост которого определяется в 6 локтей с пядью, или 277,2 cм (1 локоть = 42,5 см, 1 пядь = 22,2 см), не выходит за пределы принципиально возможного, так как указанный рост Голиафа лишь на 5 см. превышает рост самого высокого из зарегистрированных людей. 
С древности сообщалось о находках гигантских человеческих скелетов. Первоначально считалось, что эти кости принадлежат мифическим гигантам, но позже они были идентифицированы как преувеличенные останки доисторических животных, обычно китов или слонов. Регулярные сообщения в американских газетах XVIII и XIX веков о гигантских человеческих скелетах, возможно, послужили источником вдохновения для дела об «окаменевшем» кардиффском гиганте, известной археологической мистификации.
| п/п | Имя (оригинал)                                          | Портрет | Страна           | Годы жизни           | Рост   | Примечания |
| 1   | Роберт Уодлоу англ. Robert Pershing Wadlow              |         | Флаг США         | 1918 — 1940          | 2,72 м | Сверхнормативный рост длился с 4 лет до смерти. Был известен как «Алтон Гигант», достиг роста 2,72 м (8 футов 11 дюймов) при весе 220 кг (484 фунта), что было обусловлено гипертрофией гипофиза. |
| 2   | Джон Уильям «Бад» Роган англ. John William Rogan        |         | Флаг США         | ок. 1865—1868 — 1905 | 2,69 м | Четвёртый из 12 детей в семье бывшего раба-афроамериканца, сверхнормативный рост начался с 13 лет, что привело к анкилозу. Мог передвигаться только на костылях, имел вес около 120 кг. «Негритянский гигант». Перемещался в запряжённой козами повозке, которую сделал для себя сам, известен своим крайне низким голосом и игривым поведением. |
| 3   | Джон Кэрролл англ. John F. Carroll                      |         | Флаг США         | 1932 — 1969          | 2,63 м | Сверхнормативный рост длился с 16 лет до излечения в 1959 году в больнице. Измерения в положении стоя показали 2,44 м в 1959 году. Страдал от сильного искривления позвоночника. Общая длина относится к предполагаемой кривизне позвоночника. Более поздние замеры стоя показали 2,39 м                                                         |
| 4   | Леонид Стадник укр. Леонід Степанович Стадник           |         | →                | 1970 — 2014          | 2,57 м | Сверхнормативный рост начался с 12 лет после операции на головном мозге; развилась опухоль гипофиза, что привело к акромегалии. До 2003 года как выпускник Житомирского сельскохозяйственного института работал ветеринаром-хирургом. Скончался от кровоизлияния в гормонопродуцирующую опухоль гипофиза головного мозга                         |
| 5   | Трейнтье Кеевер нидерл. Trijntje Cornelisdochter Keever |         | Флаг Нидерландов | 1616 — 1633          | 2,55 м | Дочь голландского шкипера. Возможно, самая высокая девушка за всю документально зафиксированную мировую историю. |
| 6   | Викас Уппал хинди विकास उप्पल                              |         | Флаг Индии       | 1986 — 2007          | 2,51 м | Сверхнормативный рост начался с 5 лет. В возрасте 18 лет имел рост 2,51 м и вес 195 кг, рост ещё продолжался. Смерть в 2007 году наступила в результате неудачной операции по удалению опухоли головного мозга. |
| 7   | Вяйнё Мюллюринне фин. Väinö Myllyrinne                  |         | Флаг Финляндии   | 1909 — 1963          | 2,51 м | В возрасте 21 год у него был рост 2,22 м, позже продолжил расти. Признанный рост составлял 2,47 м, в 1930-е годы заявляли о 2,51 м. С 1940 года и до своей смерти в 1963 году он считался самым высоким человеком в мире. Военнослужащий Сил обороны Финляндии, Мюлюринне также считается самым высоким солдатом в истории.                      |
| 8   | Султан Кёсен тур. Sultan Kösen                          |         | Флаг Турции      | род. 1982            | 2,51 м | Турецкий фермер, имеющий курдское происхождение. Проходит радиолечение и гормональный контроль в медицинском институте Университета Виргинии, в 2011 году врачам удалось нормализовать его состояние. В настоящее время — самый высокий человек в мире согласно Книге рекордов Гиннесса                                                          |
| --- | ------------------------------------------------------- | ------- | ---------------- | -------------------- | ------ | --- |